# Nahuel Estévez
Nahuel Estévez Álvarez (Buenos Aires, 14 de noviembre de 1995) es un futbolista argentino que juega de centrocampista en el Parma Calcio 1913 de la Serie A de Italia.

## Trayectoria
Estévez comenzó su carrera deportiva en el Club Comunicaciones en 2014, fichando en 2017 por Estudiantes de La Plata de la Primera División de Argentina.
Nomás al llegar a Estudiantes, se marchó cedido al Club Atlético Sarmiento de la Primera B Nacional argentina. En Estudiantes de La Plata debutó el 24 de agosto de 2018, en un partido frente a Belgrano de Córdoba.
Para la temporada 2020-21 volvió a ser cedido, en esta ocasión al Spezia Calcio de la Serie A de Italia. Regresó a Estudiantes tras la cesión, aunque semanas después volvió a Italia para jugar, también a préstamo, en el F. C. Crotone. Tras esta segunda cesión fichó por el Parma Calcio 1913.

## Estadísticas
- Actualizado el 3 de junio de 2023.

| Club                              | Temporada     | Div.          | Liga  | Liga  | Copas nacionales | Copas nacionales | Copas internacionales | Copas internacionales | Total | Total |
| Club                              | Temporada     | Div.          | Part. | Goles | Part.            | Goles            | Part.                 | Goles                 | Part. | Goles |
| --------------------------------- | ------------- | ------------- | ----- | ----- | ---------------- | ---------------- | --------------------- | --------------------- | ----- | ----- |
| Comunicaciones Argentina          | 2014          | 3.ª           | 8     | 0     | 0                | 0                | -                     | -                     | 8     | 0     |
| Comunicaciones Argentina          | 2015          | 3.ª           | 25    | 2     | 0                | 0                | -                     | -                     | 25    | 2     |
| Comunicaciones Argentina          | 2016          | 3.ª           | 17    | 0     | 0                | 0                | -                     | -                     | 17    | 0     |
| Comunicaciones Argentina          | 2016-17       | 3.ª           | 37    | 7     | 0                | 0                | -                     | -                     | 37    | 7     |
| Comunicaciones Argentina          | Total club    | Total club    | 85    | 9     | 0                | 0                | -                     | -                     | 85    | 9     |
| Sarmiento (J) Argentina           | 2017-18       | 2.ª           | 22    | 1     | -                | -                | -                     | -                     | 22    | 1     |
| Sarmiento (J) Argentina           | Total club    | Total club    | 22    | 1     | -                | -                | -                     | -                     | 22    | 1     |
| Estudiantes de La Plata Argentina | 2018-19       | 1.ª           | 14    | 1     | 6                | 1                | 0                     | 0                     | 20    | 2     |
| Estudiantes de La Plata Argentina | 2019-20       | 1.ª           | 17    | 1     | 3                | 0                | -                     | -                     | 20    | 1     |
| Estudiantes de La Plata Argentina | 2021          | 1.ª           | 6     | 0     | 0                | 0                | -                     | -                     | 6     | 0     |
| Estudiantes de La Plata Argentina | Total club    | Total club    | 37    | 2     | 9                | 1                | -                     | -                     | 46    | 3     |
| Spezia Calcio · Italia            | 2020-21       | 1.ª           | 27    | 0     | 2                | 0                | -                     | -                     | 29    | 0     |
| Spezia Calcio · Italia            | Total club    | Total club    | 27    | 0     | 2                | 0                | -                     | -                     | 29    | 0     |
| F. C. Crotone · Italia            | 2021-22       | 2.ª           | 27    | 0     | 0                | 0                | -                     | -                     | 27    | 0     |
| F. C. Crotone · Italia            | Total club    | Total club    | 27    | 0     | 0                | 0                | -                     | -                     | 27    | 0     |
| Parma · Italia                    | 2022-23       | 2.ª           | 38    | 1     | 3                | 0                | -                     | -                     | 38    | 1     |
| Parma · Italia                    | Total club    | Total club    | 38    | 1     | 3                | 0                | -                     | -                     | 38    | 1     |
| Total carrera                     | Total carrera | Total carrera | 236   | 13    | 14               | 1                | -                     | -                     | 247   | 14    |

## Palmarés

### Torneos locales
| Título  | Club         | País   | Año     |
| ------- | ------------ | ------ | ------- |
| Serie B | Parma Calcio | Italia | 2023-24 |